# 欧拉杜
欧拉杜（法語：Auradou，法語發音：[oʁadu]）是法国洛特-加龙省的一个市镇，属于洛特河畔新城区。

## 地理
欧拉杜（44°20'2"N, 0°48'39"E）面积11.17 平方千米，位于法国新阿基坦大区洛特-加龍省，该省份为法国西南部内陆省份，北起多爾多涅省，西接吉倫特省和朗德省，南至热尔省，东临塔恩-加龙省和洛特省。
与欧拉杜接壤的市镇（或旧市镇、城区）包括：佩讷达日奈、弗雷斯佩克、欧特法日拉图尔、马苏莱斯。

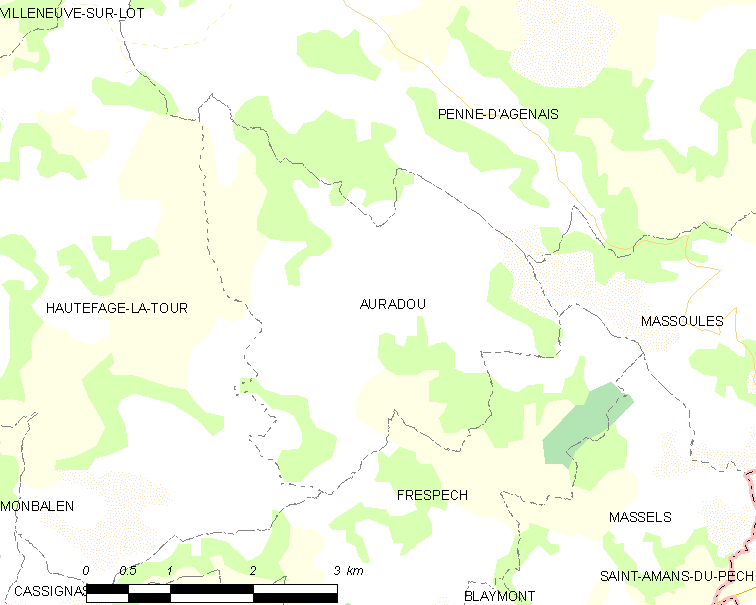
欧拉杜的OSM定位图

欧拉杜的时区为UTC+01:00、UTC+02:00（夏令时）。

## 行政
欧拉杜的邮政编码为47140，INSEE市镇编码为47017。

## 政治
欧拉杜所属的省级选区为塞尔地区县。

## 人口

1962-2008年间欧拉杜人口变化图示

欧拉杜于2022年1月1日时的人口数量为419人。